# Atlético Clíper Clube
Maillots
Dernière mise à jour : 31 janvier 2012.
L'Atlético Clíper Clube est un club brésilien de football basé à Manaus dans l'État de l'Amazonas.